# Stenolophus fugax
Stenolophus fugax es una especie de escarabajo de tierra del género Stenolophus, tribu Harpalini, subfamilia Harpalinae. Fue descrita científicamente por Dejean en 1829.

## Descripción
Mide 5,6 milímetros de longitud.

## Distribución
Se distribuye por Senegal.